# Bendo (Sukodono)
Bendo is een bestuurslaag in het regentschap Sragen van de provincie Midden-Java, Indonesië. Bendo telt 4107 inwoners (volkstelling 2010).